# Kleine visuil
De kleine visuil (Scotopelia bouvieri) is een uil uit de familie Strigidae.

## Verspreiding en leefgebied
Deze soort komt voor van Nigeria tot oostelijk Congo-Kinshasa en noordelijk Angola.